# رون هریس
 رون هریس  (به انگلیسی: Ron Harris) (زاده ۱۳ نوامبر ۱۹۴۴ - لندن) بازیکن سابق انگلیس و باشگاه فوتبال چلسی است.هریس رکورددار بازی در تیم چلسی است.